# کاوازاکی ۶۲۶۹
سیارک ۶۲۶۹ (به انگلیسی: 6269 Kawasaki، نامگذاری:1990UJ) شش هزار و دویست و شصت و نهمین سیارک کشف شده‌است که در ۲۰ اکتبر ۱۹۹۰ کشف شد.
قدر مطلق سیارک برابر ۱۳٫۵۰ است.